# John Powell (Filmkomponist)

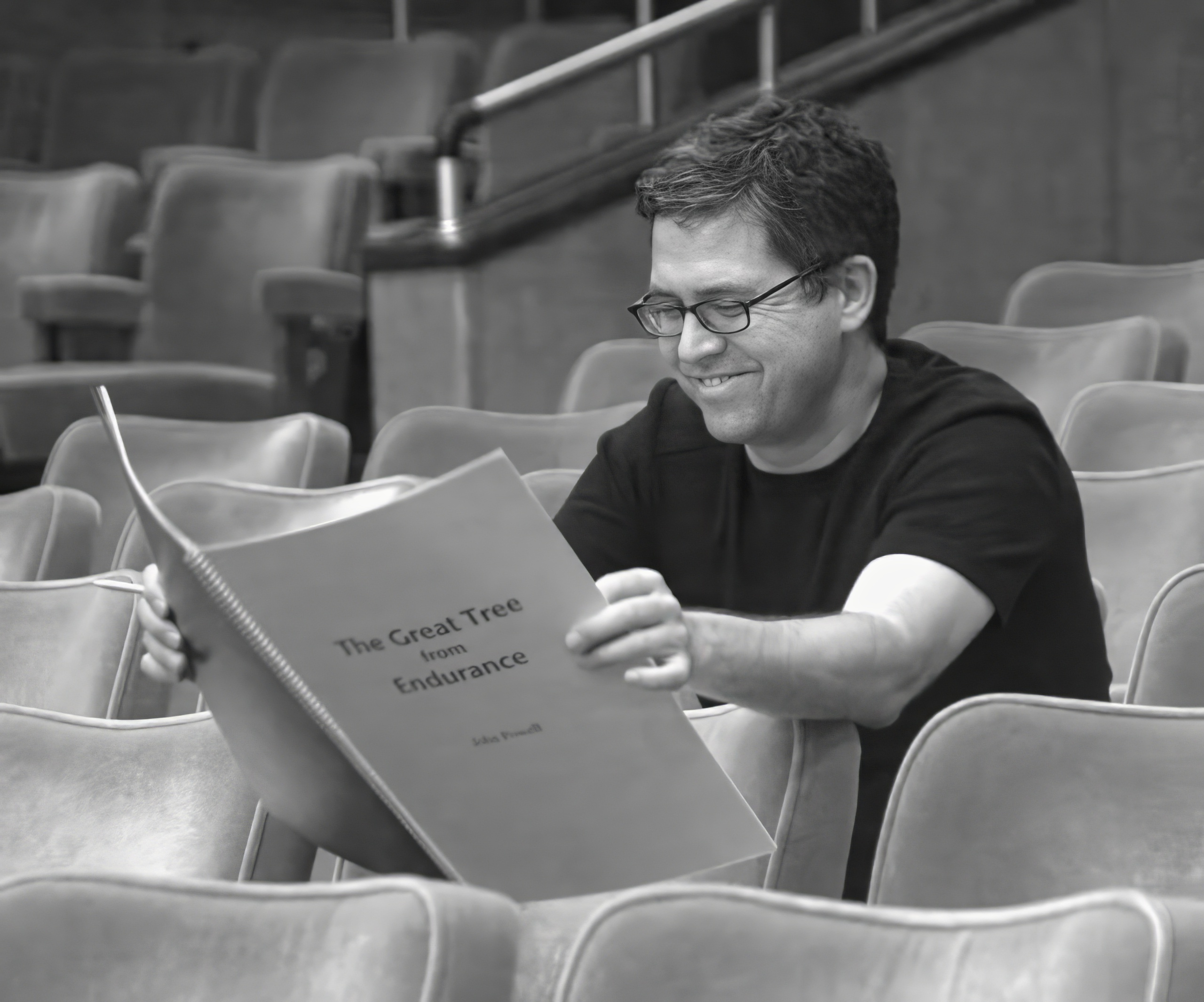
John Powell (2008)

John Powell (* 18. September 1963 in London, England) ist ein britischer Filmmusikkomponist.

## Leben
Er studierte am Trinity College of Music in London Bratsche und Komposition bei Richard Arnell und gewann mehrere Preise. Danach arbeitete er als Komponist für Werbespots. 1980 schrieb er die erste Filmmusik für den Verlag Air-Edel im Musikhaus Independently Thinking Music. 1985 gründete er zusammen mit Gavin Greenaway und Michael Petry die Media Arts Group. Er komponierte außer Filmmusik auch Soundtracks zu Kunst-Installationen von Petry, die in Ausstellungen in Europa, den USA und Japan gezeigt wurden. 1997 zog John Powell in die USA und arbeitete mit Komponisten wie Harry Gregson-Williams, Patrick Doyle und Hans Zimmer zusammen. 2011 erhielt er für den Animationsfilm Drachenzähmen leicht gemacht seine erste Oscar-Nominierung.

## Filmografie (Auswahl)
- 1990: Stay Lucky (Fernsehserie)
- 1994: Les escarpins sauvages (Kurzfilm)
- 1996: High Incident (Fernsehserie)
- 1997: Im Körper des Feindes (Face/Off)
- 1998: Die menschliche Bombe (Human Bomb, Fernsehfilm)
- 1998: Der Prinz von Ägypten (The Prince Of Egypt, Musikarrangeur)
- 1998: With Friends Like These
- 1998: Antz (mit Harry Gregson-Williams)
- 1999: Endurance
- 1999: Auf die stürmische Art (Forces of Nature)
- 1999: Der Chill Faktor (Chill Factor) (mit Hans Zimmer)
- 2000: Der Weg nach El Dorado (The Road to El Dorado) (mit Hans Zimmer)
- 2000: Chicken Run – Hennen rennen (Chicken Run) (mit Harry Gregson-Williams)
- 2001: Just Visiting
- 2001: Shrek – Der tollkühne Held (Shrek) (mit Harry Gregson-Williams)
- 2001: Evolution
- 2001: Rat Race – Der nackte Wahnsinn (Rat Race)
- 2001: Ich bin Sam (I Am Sam)
- 2002: D-Tox – Im Auge der Angst (D-Tox Eye – See You)
- 2002: Die Bourne Identität (The Bourne Identity)
- 2002: Drumline
- 2002: Pluto Nash – Im Kampf gegen die Mondmafia (The Adventures of Pluto Nash)
- 2002: Ein Chef zum Verlieben (Two Weeks Notice)
- 2003: Stealing Sinatra
- 2003: Agent Cody Banks
- 2003: Ein ungleiches Paar (The In-Laws)
- 2003: The Italian Job – Jagd auf Millionen (The Italian Job)
- 2003: Liebe mit Risiko – Gigli (Gigli)
- 2003: Paycheck – Die Abrechnung (Paycheck)
- 2004: Die Bourne Verschwörung (The Bourne Supremacy)
- 2004: Alfie
- 2004: Mr. 3000
- 2005: Miss Undercover 2 – Fabelhaft und bewaffnet (Miss Congeniality 2: Armed and Fabulous)
- 2005: Robots
- 2005: Be Cool – Jeder ist auf der Suche nach dem nächsten großen Hit (Be Cool)
- 2005: Mr. & Mrs. Smith
- 2006: Ice Age 2 – Jetzt taut’s (Ice Age: The Meltdown)
- 2006: X-Men: Der letzte Widerstand (X-Men: The Last Stand)
- 2006: Flug 93 (United 93)
- 2006: Happy Feet
- 2007: Das Bourne Ultimatum (The Bourne Ultimatum)
- 2007: P.S. Ich liebe Dich (P.S. I Love You)
- 2008: Jumper
- 2008: Horton hört ein Hu! (Horton Hears a Who!)
- 2008: Kung Fu Panda (zusammen mit Hans Zimmer)
- 2008: Stop-Loss
- 2008: Hancock
- 2008: Bolt – Ein Hund für alle Fälle (Bolt)
- 2009: Ice Age 3 – Die Dinosaurier sind los (Ice Age: Dawn of the Dinosaurs)
- 2010: Green Zone
- 2010: Drachenzähmen leicht gemacht (How to Train Your Dragon)
- 2010: Knight and Day
- 2010: Fair Game – Nichts ist gefährlicher als die Wahrheit (Fair Game)
- 2011: Rio
- 2011: Milo und Mars (Mars Needs Moms)
- 2011: Kung Fu Panda 2 (zusammen mit Hans Zimmer)
- 2011: Happy Feet 2
- 2012: Der Lorax (The Lorax)
- 2012: Ice Age 4 – Voll verschoben (Ice Age: Continental Drift)
- 2014: Rio 2 – Dschungelfieber (Rio 2)
- 2014: Drachenzähmen leicht gemacht 2 (How to Train Your Dragon 2)
- 2015: Pan
- 2016: Jason Bourne
- 2017: Ferdinand – Geht STIERisch ab! (Ferdinand)
- 2018: Solo: A Star Wars Story
- 2019: Drachenzähmen leicht gemacht 3: Die geheime Welt (How to Train Your Dragon: The Hidden World)
- 2020: Ruf der Wildnis (The Call of the Wild)
- 2021: Locked Down
- 2022: Don’t Worry Darling
- 2023: Still: A Michael J. Fox Movie (Dokumentarfilm)
- 2023: Raus aus dem Teich (Migration)
- 2024: The Last Ranger (Kurzfilm)
- 2024: Thelma, das Einhorn (Thelma the Unicorn)
- 2024: Ein klitzekleines Weihnachtswunder (That Christmas)
- 2024: Wicked
- 2025: Drachenzähmen leicht gemacht (How to Train Your Dragon)

## Auszeichnungen
Academy Awards
- 2011: Nominiert in der Kategorie Beste Filmmusik für Drachenzähmen leicht gemacht
- 2025: Nominiert in der Kategorie Beste Filmmusik für Wicked

British Academy Film Award
- 2002: Nominiert in der Kategorie Beste Filmmusik für Shrek – Der tollkühne Held (gemeinsam mit Harry Gregson-Williams)
- 2007: Nominiert in der Kategorie Beste Filmmusik für Happy Feet
- 2011: Nominiert in der Kategorie Beste Filmmusik für Drachen zähmen leicht gemacht

Saturn Award
- 1998: Nominiert in der Kategorie Beste Musik für Im Körper des Feindes
- 2001: Nominiert in der Kategorie Beste Musik für Der Weg nach El Dorado (gemeinsam mit Hans Zimmer)
- 2002: Nominiert in der Kategorie Beste Musik für Shrek – Der tollkühne Held (gemeinsam mit Harry Gregson-Williams)
- 2007: Nominiert in der Kategorie Beste Musik für X-Men: Der letzte Widerstand
- 2008: Nominiert in der Kategorie Beste Musik für Das Bourne Ultimatum
- 2009: Nominiert in der Kategorie Beste Musik für Jumper
- 2011: Nominiert in der Kategorie Beste Musik für Drachenzähmen leicht gemacht
- 2015: Nominiert in der Kategorie Beste Musik für Drachenzähmen leicht gemacht 2

Grammy Awards
- 2008: nominiert in der Kategorie Beste Filmmusik für Happy Feet

Annie Award
- 2001: Ausgezeichnet für Shrek – Der tollkühne Held (gemeinsam mit Harry Gregson-Williams)
- 2009: Ausgezeichnet für Kung Fu Panda (gemeinsam mit Hans Zimmer)
- 2011: Ausgezeichnet für Drachenzähmen leicht gemacht
- 2015: Ausgezeichnet für Drachenzähmen leicht gemacht 2

acht weitere Nominierungen
International Film Music Critics Award
- 2007: Ausgezeichnet für Happy Feet
- 2008: Ausgezeichnet für Das Bourne Ultimatum
- 2011: Ausgezeichnet für Drachenzähmen leicht gemacht
- 2015: Ausgezeichnet für Drachenzähmen leicht gemacht 2
- 2020: Ausgezeichnet für Drachenzähmen leicht gemacht 3: Die geheime Welt

neun weitere Nominierungen
World Soundtrack Award
- 2019: Ausgezeichnet für Drachenzähmen leicht gemacht 3: Die geheime Welt – Best Score of the Year